# Skull

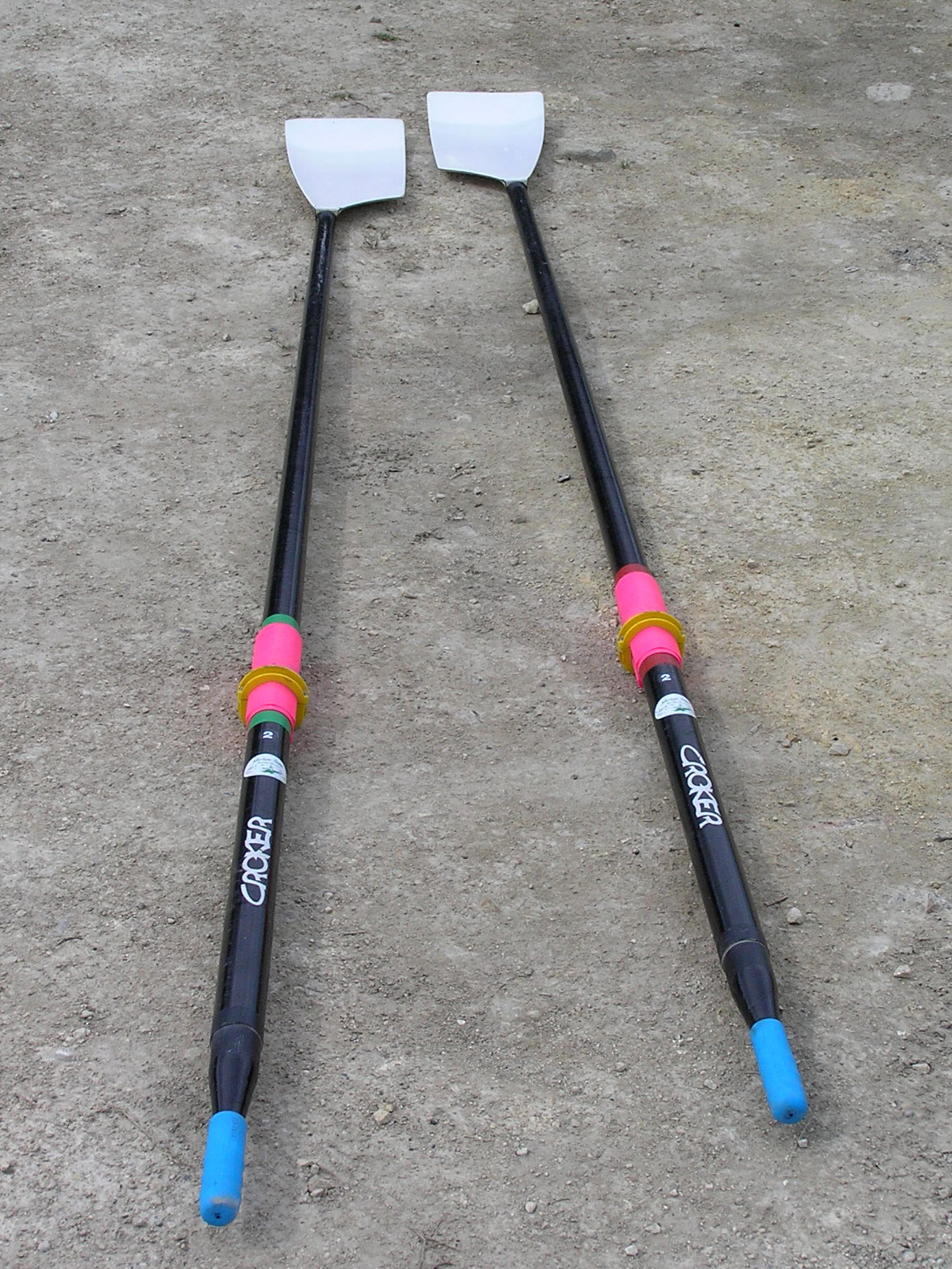
Zwei Skulls für das Sportrudern

Das Skull [ˈskʊl] (von englisch scull, Herkunft unklar) ist ein Vortriebsmittel für Ruderboote. Jeder Ruderer bedient zwei Skulls, jeweils eines auf der Backbord- und der Steuerbordseite des Ruderbootes. Die mit Skulls ausgeübte Rudertechnik wird als „Skullen“ bezeichnet und Skullruderer werden „Skuller“ genannt.
Daneben sind im Rudersport die etwas größeren Riemen als Vortriebsmittel von Bedeutung, von denen allerdings jeder Ruderer nur einen bedient. Umgangssprachlich werden Skulls und Riemen häufig als „Ruder“ bezeichnet, fachsprachlich wird mit Ruder allerdings das Steuerruder am Heck bezeichnet.

## Aufbau

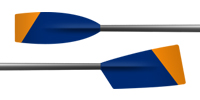
Ruderblätter: oben in sogenannter „Mâcon“-Form; unten als „Big Blade“

Die Kernkomponente eines Skulls wird als Schaft bezeichnet. Am inneren Ende befindet sich der Griff, an dem der Ruderer das Skull festhält und führt. Weit verbreitet sind Griffe aus Gummi oder Holz. Entlang des Schaftes befindet sich nach etwa einem Drittel der Länge eine Manschette, die den Schaft umschließt. Auf der Manschette ist der Klemmring angebracht, der das Skull in den Innenhebel (Teil bis zum Griff) und den Außenhebel (Teil bis zum Blatt) aufteilt. Der Klemmring kann in der Position entlang des Schaftes um einige Zentimeter verstellt werden und damit die Übersetzung des Skulls verändern (Längenverhältnis von Innenhebel zu Außenhebel). Beim Rudern werden die Skulls an der Manschette in die backbord und steuerbord Dollen eingelegt, wobei der Klammring immer auf der Boot zugewandten Seite der Dolle sein muss, um ein ungewolltes Herausrutschen zu verhindern.
Am äußeren Ende des Skulls befindet sich das Ruderblatt, das in verschiedenen Formen gebaut und genutzt wird. Das symmetrische „Macon-Blatt“ wird heute vor allem in der Ruderausbildung und im Freizeit- und Wanderrudern genutzt. Es ist nach der französischen Stadt Mâcon benannt, weil es sich bei den Ruder-Europameisterschaften 1959 in diesem Ort bewährte und schnell ältere Blattformen verdrängte. Als „Big Blade“ werden verschiedene asymmetrische Blattformen bezeichnet, die vor allem im Rennrudern von Bedeutung sind und erst seit etwa 1985 gefertigt werden können. Gerade im Leistungssport wird viel Energie in die Weiterentwicklung des Ruderblattes gesteckt mit dem Ziel beispielsweise die Wasserverwirbelungen am äußeren Ende des Ruderblattes beim sog. Ruderzug zu verringern und dadurch einen effizienteren Vortrieb zu erzielen. Solche Weiterentwicklungen finden dann zeitversetzt auch Einzug im Breitensport, werden hier aber nicht sehr verbreitet eingesetzt, da der Schwerpunkt des breitensportlichen Ruderns ein anderer ist.
Skulls für die Steuerbord- und die Backbordseite sind zwar grundsätzlich gleich aufgebaut, sie verhalten sich dennoch leicht asymmetrisch zueinander und sind nicht untereinander austauschbar. Hintergrund ist, dass das Ruderblatt in der aufrechten Position leicht verkippt ist („Anlagewinkel“), was unter anderem durch bauliche Eigenschaften der Skulls erreicht wird. Das Vertauschen der Skulls bezüglich der Bootsseite führt deshalb zu einer kaum ruderbaren Konfiguration.

## Fertigungswerkstoffe
Traditionell wurden Skulls aus Holz gefertigt. Schaft und Blatt waren aus Fichte, der Querleimer zum Blattschutz und der Anlagekeil aus Esche. Seit dem 19. Jahrhundert wurden die Holzskulls innen hohl gebaut, um das Gesamtgewicht im Rahmen zu halten. Holzskulls sind im Schadensfall sehr gut reparierbar.
Seit Mitte der 1980er-Jahre hat sich immer mehr kohlenstofffaserverstärkter Kunststoff (CFK) als Fertigungsmaterial des Schaftes durchgesetzt. Dadurch wird eine starke Gewichtsreduktion bei hoher Biege- und Torsionssteifigkeit erreicht. Durch verschiedenartige Anordnungen von Kohlenstofffasern kann die Steifigkeit der Skulls unterdessen präzise an verschiedene Nutzungsszenarien angepasst werden. Im Rennrudern werden so möglichst steife Ruder verwendet, während im Wanderrudern eine gewisse Verbiegung beim Ruderschlag durchaus erwünscht ist. Eine Beschädigung eines Schaftes bedeutet meist einen Totalschaden.
Da sich die Kunststoffskulls und -riemen seit den 1990er-Jahren durchgesetzt haben, werden die Holzausführungen heute kaum noch gefertigt. Da beide Versionen bei guter Pflege sehr langlebig sind, werden im Freizeitsport auch heute noch oft Holzruder verwendet.

## Abmessungen
Skulls sind generell kürzer und schmaler als Riemen. Die exakten Abmessungen hängen von dem spezifischen Einsatzzweck, dem Leistungsniveau der Ruderer sowie der Bauform ab:
- Skull mit Macon-Blatt: Länge ca. 294–302 cm; im Kinderbereich 285–290 cm
- Skull mit Big Blade: Länge ca. 287–294 cm

In vielen Fällen sind Skulls auch um einige Zentimeter längenverstellbar.
Das Gewicht hängt maßgeblich vom Fertigungswerkstoff des Schaftes ab. Ein Holzskull wiegt rund 2,5 kg, während moderne Carbonskulls nur etwas über 1 kg auf die Waage bringen.

## Benutzung
Bei der Benutzung wird das Skull in eine Dolle eingelegt, die über den Ausleger mit dem Ruderboot verbunden ist. Die Manschette schützt und stützt das Skull dabei, und der Klemmring, der sich vom Ruderer aus gesehen innerhalb der Dolle befindet, bestimmt die Position des Schaftes in der Dolle. Bei einem korrekt eingelegten Paar Skulls überlappen sich die beiden Griffe in der senkrechten Stellung zum Boot um etwa eine gute Handbreite. Für das Skullen existiert deshalb die Konvention im deutschen Rudersport, die rechte Hand unter der linken Hand und etwas näher am Körper zu führen. Eine solche Bewegung wird auch durch die Einstellung der Dollenhöhe unterstützt. In der ehemaligen DDR wurden die Hände gemäß der dortigen Konvention gerade andersherum geführt, so dass nach der Wende viele Ruderer umlernen mussten.
Im Unterschied zum Riemenrudern bedient jeder Ruderer beim „Skullen“ zwei Skulls, jeweils eins je Hand. Skulls und deren Ruderblätter sind zwar kleiner als Riemen, jedoch ist die Gesamtfläche beider Skullblätter größer als die eines Riemenblattes. Der Skullruderer hat deshalb einen höheren Druck zu bewältigen als der Riemenruderer.

## Markt
Am Markt sind Skulls und Riemen von verschiedenen Herstellern verfügbar. Einen breiten Marktanteil haben die Firmen Concept2, Croker Oars, Dreher, Brača-Sport und die Bootswerft Empacher. Historisch waren vor allem die Bootswerften an der Herstellung von Holzskulls beteiligt, etwa die ehemalige Karlisch Werft. Der Preis für ein Paar Skulls hängt von der Bauform und dem Hersteller ab, liegt aber typischerweise zwischen 400 und 800 Euro.

## Skullbootsklassen
Da jeder Skuller zwei Skulls bedient, tragen die Skullbootsklassen mit Ausnahme des Einers die Bezeichnung „Doppel-…“ im Namen. Wichtige Skullbootsklassen sind:
- Einer (auch „Skiff“ genannt)
- Doppelzweier
- Doppelvierer
- Doppelachter (eher selten – der weit verbreitete Achter ist ein Riemenboot)